# Hardware Abstraction Layer
De Hardware Abstraction Layer (HAL) is een van de delen van een besturingssysteem.
De HAL dient voor een geformaliseerde wisselwerking tussen hardware en software te zorgen. De HAL kan ook worden beschouwd als de driver van het moederbord. Een driver zorgt voor een goede communicatie tussen het systeem en de externe hardware, de HAL zorgt voor een goede communicatie tussen de interne hardware en het systeem, waarbij de implementatie geabstraheerd is en dus ontkoppeld is van hogere softwarelagen.